# Саутерн-Виллидж (Чапел-Хилл)
Саутерн-Виллидж (англ. Southern Village) ― район города Чапел-Хилл, штат Северная Каролина, США, построенный в соответствии с концепцией нового урбанизма. Основан в 1994 году. Включает в себя около 550 индивидуальных жилых домов, 375 таунхаусов и кондоминиумов, 250 апартаментов и 33,000 квадратных метров площади торговых, офисных и общественных помещений. Общая площадь района составляет 1,3 квадратных километра. С 1999 по 2001 год недвижимость в районе была самой продаваемой во всем городе. Будучи признанным в качестве достойного примера разумного роста в теории городского планирования, Саутерн-Виллидж был отмечен в ряде публикаций, включая такие журналы, как Time, Better Homes and Gardens и Builder.
Автором градостроительного проекта был Р. Д. Брайан, который тесно общался с Андре Дуани, основателем теории нового урбанизма. Дуани и его коллега Элизабер Зиберк однажды приехали в Чапел-Хилл и выступили с презентацией в городском совете о будущем нового урбанизма. Их речь произвела большое впечатление на Р. Д. Брайана, который совершил поездку в город Пьенца, Италия, чтобы досконально изучить концепцию, посетив место, где она была реализована. По возвращении домой он выработал своё собственное видение градоустройства и приступил к разработки проекта.

## Деловой район
Хаят-плейс, гостиница сети отелей Hyatt Hotels, ориентированных на бизнес-туристов, открылась в Саутерн-Виллидж в начале 2017 года. Bryan Properties в сотрудничестве с Beacon ING of Charlotte продолжают развитие района. Их усилиями был построен кооперативный рынок и кинотеатр.

## Образование
В районе находятся Начальная школа Мэри Скруггс и средняя школа Калберта. Оба они относятся к школьному району Чапел-Хил.

## Развлечения

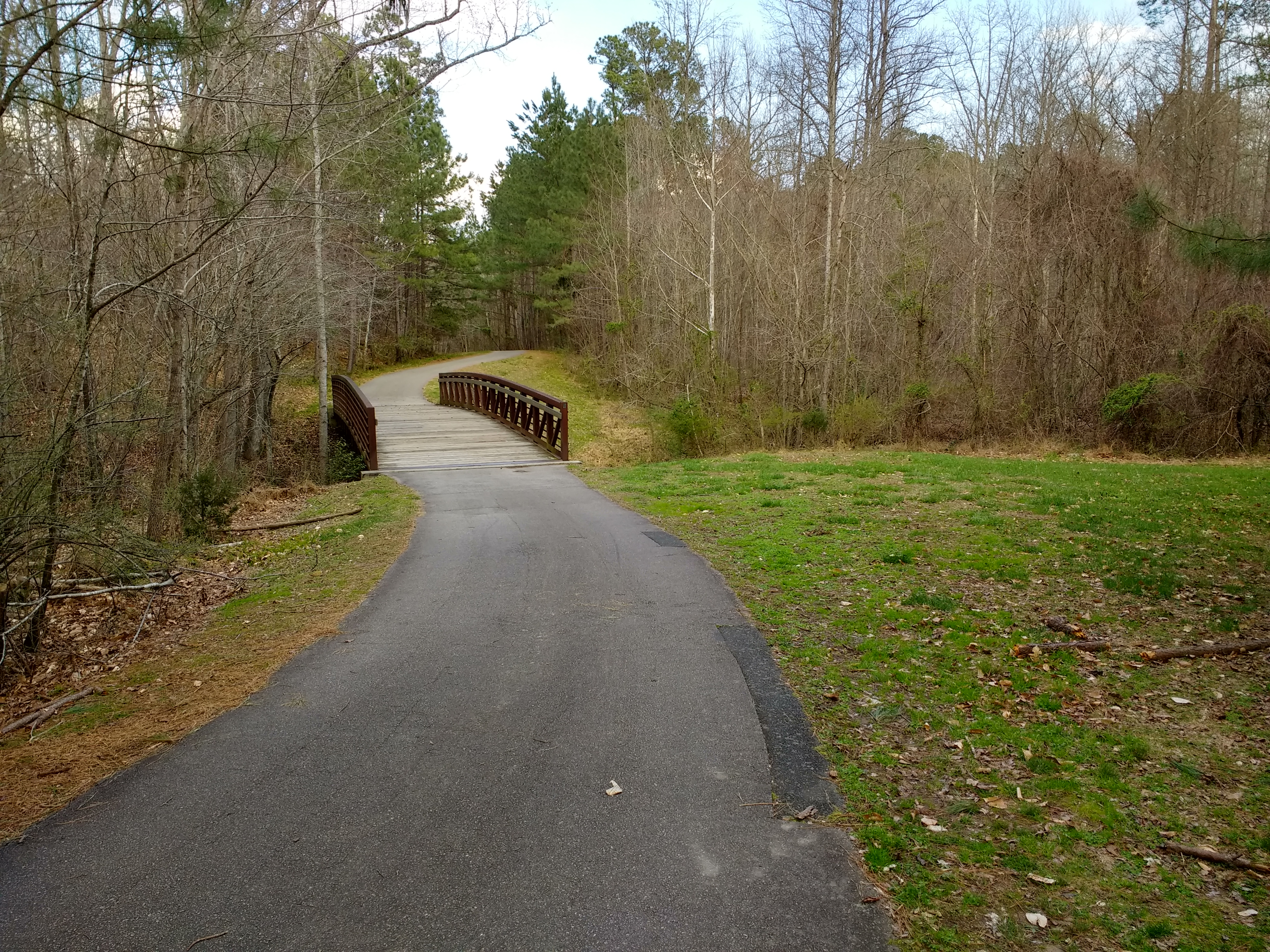
Дорога в парке

Кинотеатр Лумина показывает кинофильмы круглогодично, но в теплое время года зрители могут принести свои собственные стулья и одеяла и смотреть кино на открытом воздухе. По воскресеньям в парке выступают с концертами музыканты.
В районе располагается Саутерн коммьюнити парк с футбольным полем, местом для выгула собак, детской площадкой, барбекю-зоной и площадкой для катания на роликах.

## Культура
Симфонический оркестр Северной Каролины раз в год даёт здесь бесплатный концерт. Исполняют обычно классические произведения, а также саундтреки из популярных фильмов.

## Транспорт
Район обслуживает транспортная муниципальная компания Chapel Hill Transit.